# Jan Baptist de Wael
Jan Baptist de Wael (1632 - vers 1669) est un artiste peintre et graveur flamand, principalement actif en Italie. Il est issu d'une longue lignée d'artistes.

## Biographie
Jan Baptist de Wael est né le 25 juillet 1632 à Anvers, dans une famille d'artistes : son grand-père est le peintre Jan de Wael I, son père est le peintre et graveur Lucas de Wael et il a comme oncle Cornelis de Wael — ces deux derniers ayant été des figures importantes de l'art génois avec leur atelier d'artistes.
Quand son père rentre à Anvers, les deux frères de Wael entretiennent une affaire lucrative de commerce d'art et d'objets de luxe entre Gênes et les Flandres. Jan Baptist décide de rejoindre son oncle en 1642, et devient son élève. Quand Cornelis part à Rome à cause de l'épidémie de peste, Jan Baptist le suit et s'y installe en 1669,. Il fait partie du cercle des Bentvueghels, une association d'artistes néerlandais et flamands travaillant à Rome.
La date (1669 ?) et le lieu exacts de sa mort sont à ce jour inconnus.

## Œuvre
Jan Baptist de Wael est principalement connu pour ses estampes religieuses ou de genre. Plusieurs des œuvres de cette première catégorie ont été exécutées d'après des dessins de son oncle Cornelis.
La seule peinture qui lui soit attribuée de façon certaine est une Vierge et Sainte Rosalie de Palerme, conservée dans une collection privée en Espagne. Cette œuvre montre l'influence de Rubens ainsi que celle des modèles italiens.
Le Rijksmuseum Amsterdam et le British Museum conservent plusieurs de ses estampes,.

Choix de gravures de Jan Baptist de Wael
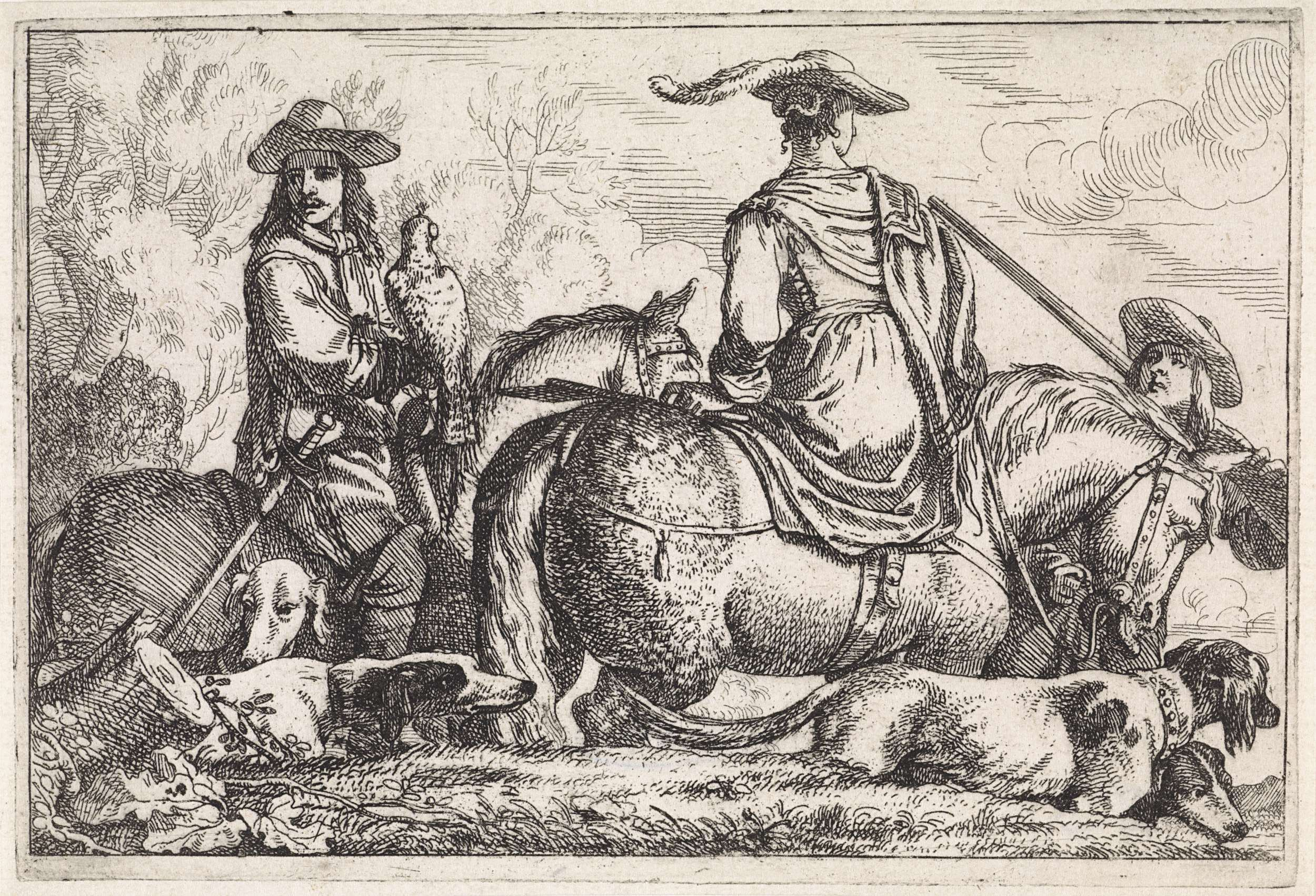
Fauconnerie
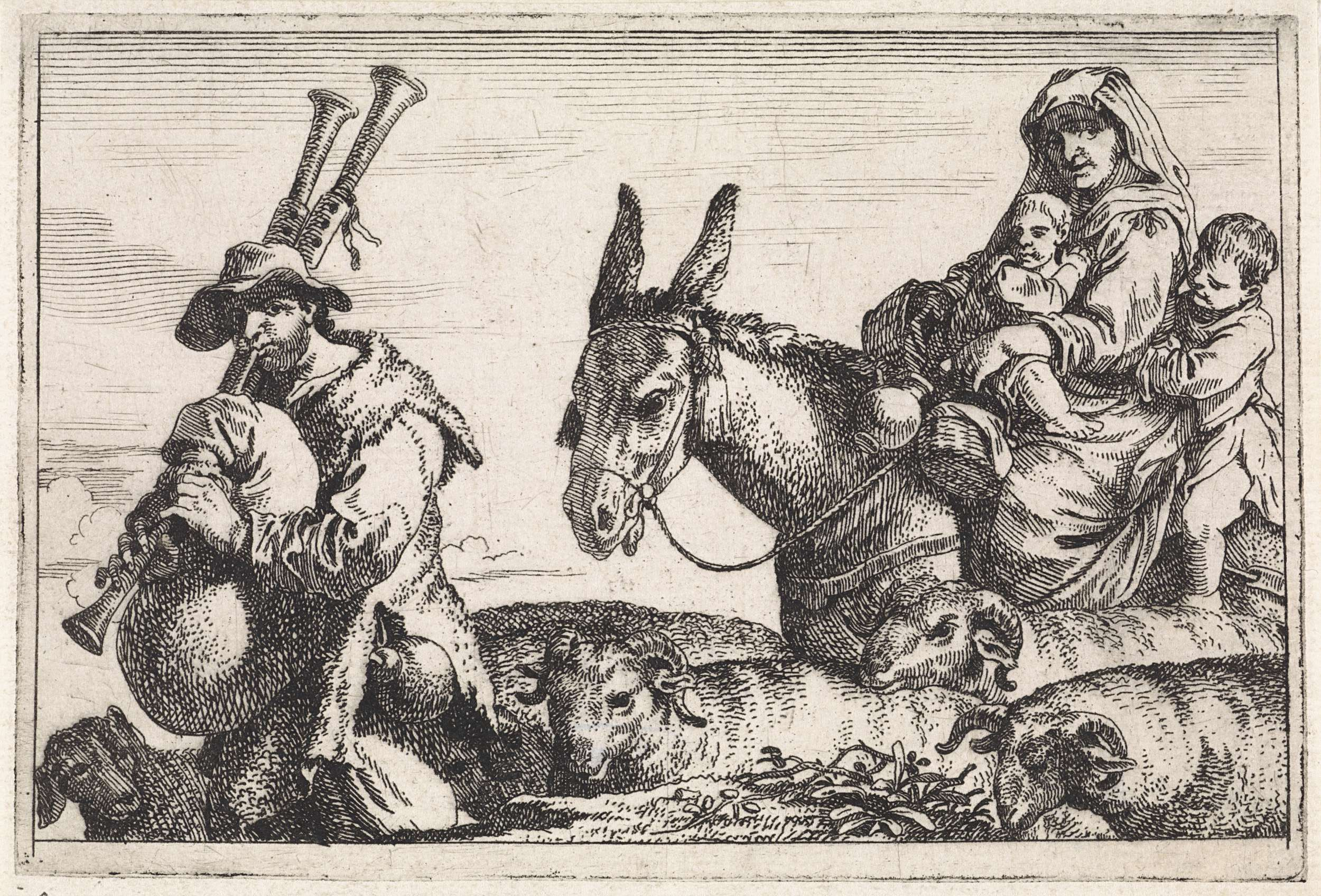
Le Joueur de flûte
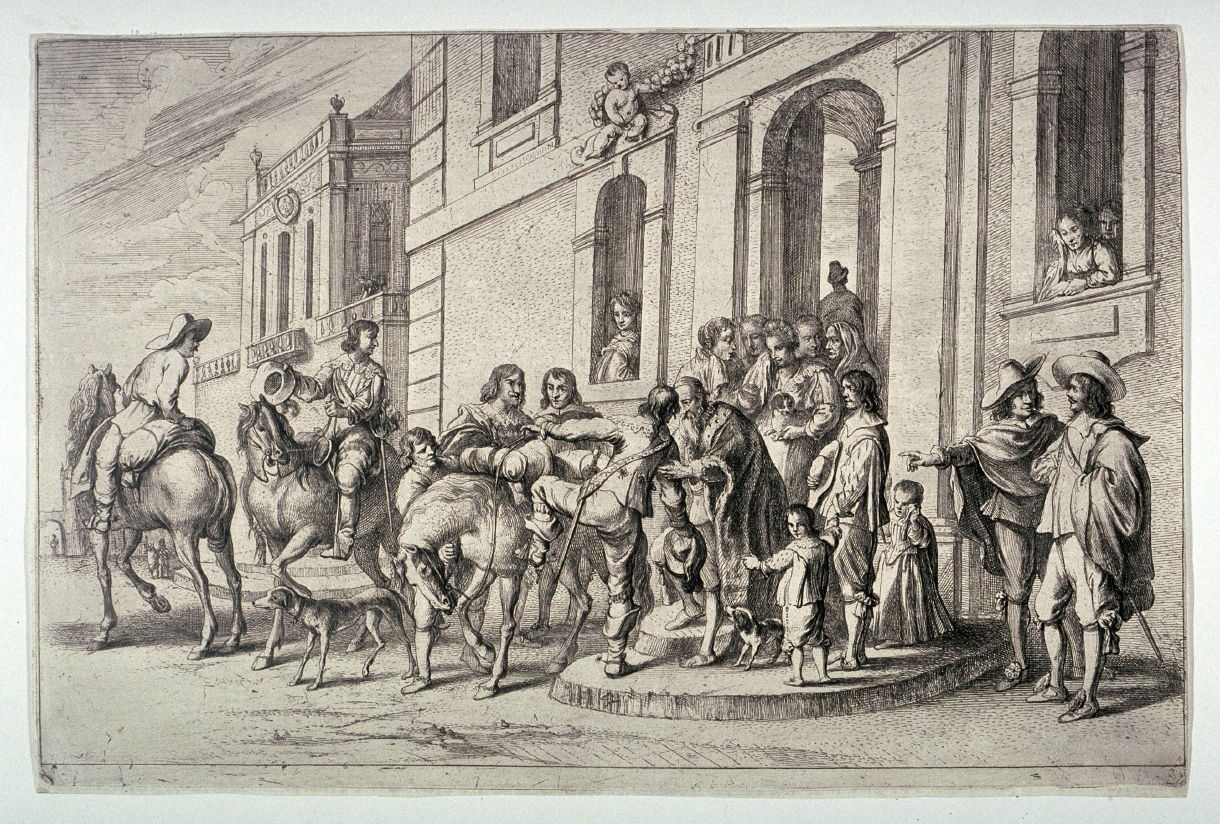
Le Fils prodigue (avec Cornelis de Wael)
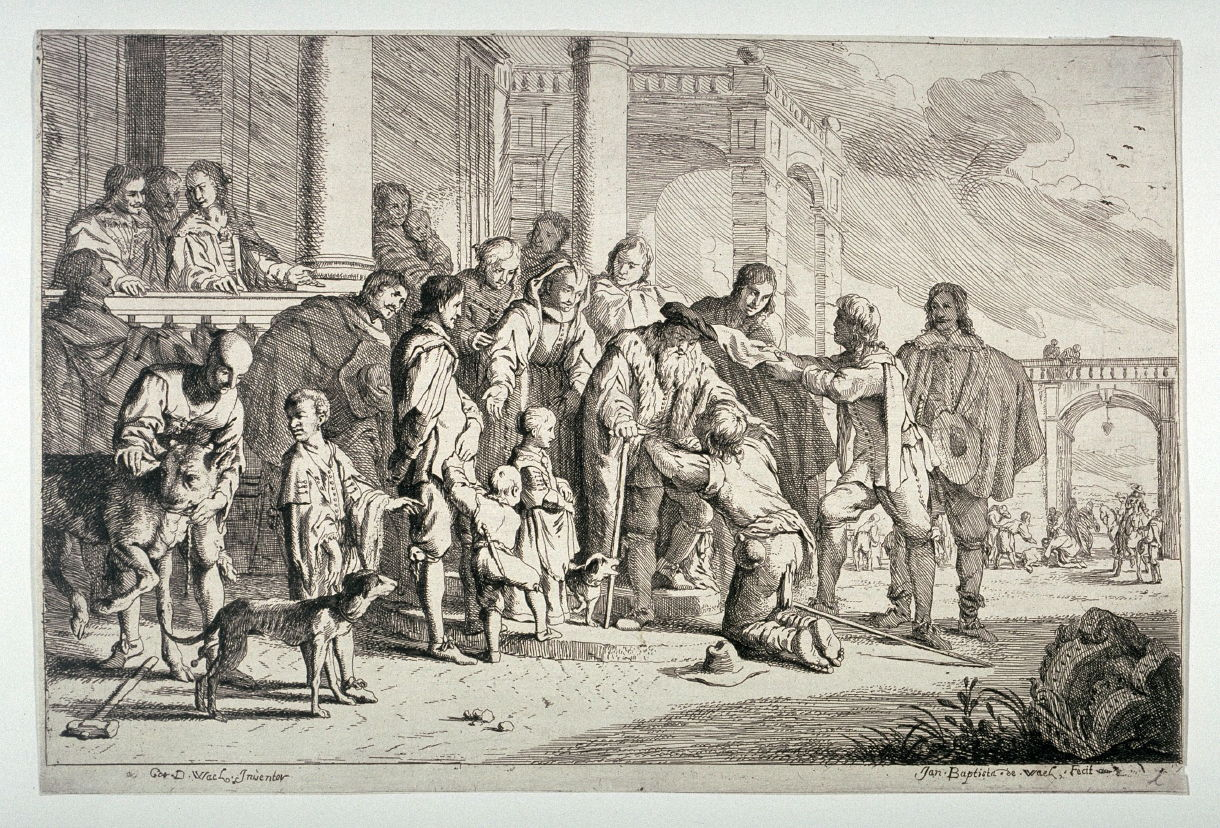
Le Fils prodigue (avec Cornelis de Wael)